# 勇者赫魯庫
《勇者赫魯庫》是日本漫畫家七尾七希所畫的日本漫畫。2014年5月5日開始在裏Sunday和MangaONE連載，2017年12月4日連載結束。2022年2月14日，正式宣佈改編為電視動畫。2023年2月10日，正式宣佈電視動畫由SATELIGHT擔任動畫製作，定於2023年7月正式上映。
本作為七尾七希於裏Sunday、繼TIADIUM及ACARIA之後連載的漫畫作品。於2014年5月5日開始，每周星期一更新。原為裏Sunday在2013舉辦的「第2回連載投稿トーナメント」上的第二名。後於2015年niconico舉辦「下一部漫畫大獎」中獲得第八位。

## 故事簡介
在魔界的魔王城，一位人類勇者親手擊敗了魔王。「以後再也不必害怕魔物了！」，就在人們充滿歡笑大肆慶祝時，魔界卻如火如荼地展開了一連串圍繞著新魔王寶座的比賽。
代理受傷的原大會負責人阿茲度勒，四天王芭米里歐來到了魔王決定戰現場，然而出現在眼前的冠軍熱門卻是人類勇者赫魯庫。為了調查謎之勇者的目的，以及查明襲擊烏魯姆城的飛翼士兵的真實身份，芭米里歐偽裝成工作人員「安」，與赫魯庫和其他選手一同踏上旅途。

## 登場人物

### 赫魯庫一行人
赫魯庫（聲：小西克幸、松本沙羅（少年））
戰鬥等級99，身高2公尺、體格龐大壯碩、面容粗獷的人類勇者，新魔王決定戰參加者。實力強大，武器承受不住自己的力量，所以基本上空手戰鬥。除此之外還精通廚藝和建造等各種非戰鬥技能。
以「殺害弟弟」的罪名在人類國家中遭受通緝，懸賞金額位居榜首，被稱為「人類史上最邪惡的大罪犯」。兒時雙親因魔物襲擊身亡，與弟弟克雷斯在貧民窟相依為命，被元老院貴族拉法葉德收養。
芭米里歐／安（聲：小松未可子）
戰鬥等級78，演技等級2，魔族帝國四天王之一，負責帝國南部地區，外號「紅之芭米里歐」。
芭米里歐是一個擅長使用火焰魔法的術士，作為紅之四天王，她的火焰能同時焚燒數百名飛翼士兵而幾乎不消耗一點魔力，並能靈活運用各種類型的魔法來適應戰鬥環境，除此之外，她還能夠使用召喚術來輔助戰鬥，並擁有異於常人的卓越聽覺、視覺和反射神經。
相較出色的戰鬥能力，芭米里歐的性格暴躁、不擅笑容，易怒的面孔下卻有著愛護人民的一面。芭米里歐的原型來自四象的朱雀，「芭米里歐（Vamirio）」正是來自「朱紅色（Vermilion）」。
故事中，在阿茲度勒受傷後，芭米里歐接替了魔王決定戰負責人的工作，為了近距離觀察赫魯庫和調查襲來的飛翼士兵，她化名工作人員「安」與赫魯庫一行人前往烏魯姆城。經過一番戰鬥，不敵魔族的飛翼士兵們，卻利用新世界之力的傳送門，將兩人傳送到大陸外的海上孤島。
在歸回魔界的旅途上，芭米里歐得知了赫魯庫過去在人類國家的悲慘經歷，從此改變對赫魯庫的看法。更在遇見飛翼士兵型態的艾莉希雅後，決心幫助赫魯庫拯救人類。
嗶伊（聲：井澤詩織）
自稱種族不是鳥的生物，孤島的住民。在赫魯庫與芭米里歐被傳送到孤島時就一直一起行動，更在兩人離開時偷偷跟上船。歌聲有抑制新世界之力的力量，被魔女稱為世界樹的樹苔。

### 魔族帝國
阿茲度勒（聲：松岡禎丞）
戰鬥等級73，魔族帝國四天王之一，負責帝國東部地區。外號「青之阿茲度勒」，擅長咒術和操控植物，提倡人類與魔族間的和平。原型來自四象的青龍，「阿茲度勒（Azudra）」正是來自「青龍」（Azure Dragon）。後期被魔女樹諾娃稱為「龍之子」。

在1500年前，人類與魔族大戰的時代中，相信人類無法與魔族共存的阿茲度勒是令人聞風喪膽的魔族劍士，在戰場上斬殺了無數勇者，等級90等以上，為歷屆四天王最強。
直到遇見人類勇者烏利亞才改變價值觀。在人類勇者烏利亞過世後，轉為修練法術，等級掉落至73級，為歷屆四天王等級最低者。
亞斯塔（聲：青木志貴）
間諜等級55，諜報員，芭米里歐的下屬，伊斯塔的雙胞胎姊姊。擁有部分魔族具有的第二種特殊能力「心電感應」，只要喝下紅茶或咖啡後就能無視距離與伊斯塔溝通。
帝國南區古偉恩魔王城出生。在故事中奉命潛行至人類國家，透過心電感應與伊斯塔交換情報。在人類國家潛行時遇見夏露雅蜜並成為朋友。
伊斯塔（聲：白石晴香）
諜報等級48，諜報員，芭米里歐的下屬，亞斯塔的雙胞胎妹妹。擁有部分魔族具有的第二種特殊能力「心電感應」，只要喝下紅茶或咖啡後就能無視距離與亞斯塔溝通。
帝國南區古偉恩魔王城出生。因為小時候被芭米里歐相救而萌發了成為帝國士兵的夢想。
修拉（聲：前田玲奈）
戰鬥等級50，進入新魔王決定戰決賽的四名參賽者之一，外號「不死的修拉」。身為亞哈爾度族，擁有強大的自癒能力，因此族又被稱為"不死者"。是伊斯塔幼年時期的好友，也曾訓練過亞斯塔。
肯洛斯（聲：吉野裕行）
戰鬥等級38，進入新魔王決定戰決賽的四名參賽者之一，外號「神速的肯洛斯」。本身並無太大戰鬥力，但對自身速度特別有自信，單論速度甚至能與勇者赫魯庫一較高下。
多爾西（聲：中島卓也）
戰鬥等級45，進入新魔王決定戰決賽的四名參賽者之一，外號「鐵壁的多爾西」。只要吃下豆子就能張開強力結界，其結界強度能一定程度抵抗空間魔法。本人為甜食派，喜歡吃巧克力。
洛可可（聲：德井青空）
阿茲度勒的侍女，新魔王決定戰的司儀。多才多藝，平時遮住的雙眼是部分人士的傳聞。
荷恩（聲：石田彰）
事務等級48，新魔王決定戰的副大會負責人。在芭米里歐的吩咐下，為了糾正自己的錯誤，想盡辦法要讓赫魯庫在新魔王決定戰中淘汰，但均以失敗告終。
西恩（聲：藤真秀）
魔王之一，西恩魔王城的負責人。
烏魯姆
戰鬥等級60，魔王之一，烏魯姆魔王城的負責人，阿茲度勒的好友之一。在飛翼士兵進攻烏魯姆城時，犧牲自己爭取時間讓百姓撤離。
托爾
魔王之一，托爾魔王城的負責人，阿茲度勒的好友之一。在故事開始前被人類勇者所殺，因而展開新魔王決定戰。

### 人類王國
克雷斯（聲：小野元春、鈴木實里（少年））
赫魯庫的弟弟，傳言是隻身一人攻進魔王城打倒魔王的人類勇者。

幼年時因魔物襲擊與赫魯庫逃離了家鄉，失去雙親的兩兄弟只能相依為命，流落在王都邊緣的貧民窟。某個冬天，長期營養不良的克雷斯因為免疫力低下而病倒，卻沒有醫生願意救治，情急之下赫魯庫帶著瀕死的克雷斯到處求助時，才被路過的貴族千金夏露雅蜜相救，從此兩兄弟的命運逆轉，街上的居民不再用異樣眼光對待他們，鎮上的小孩也不再欺負克雷斯。

16歲時，克雷斯加入了王國軍隊，擁有勇者潛能的他很快就展露頭角，不久就成為了王國步兵隊的隊長。在王國受異常頻繁的魔物侵襲時，已是勇者的克雷斯被國王派遣至魔界擊敗被視為魔物之源的托爾魔王，隨後凱旋而歸的克雷斯成為了人類歌頌的英雄，卻同時陷入長久不醒的昏迷狀態。

在王國高層的層層陰謀下，從赫魯庫兄弟與夏露雅蜜的相遇到討伐魔王的征戰，全是由米卡洛斯一手策劃出來的騙局。克雷斯身為自然覺醒者有著千年一見、能提取新世界力量的能力，為了使克雷斯的肉體能夠承受人類覺醒計劃，米卡洛斯一直等待著時機的到來。被剝奪意志的克雷斯成了新世界之力的提取器，並被人類國王操縱著意志。
在米卡洛斯發動禁咒後，脫離國王控制的克雷斯及時出現幫助芭米里歐對抗禁咒戰士。之後為了救夏露雅蜜被米卡洛斯傳送進亞空間；反而利用這點藉由「斬殺」將人類「復活」送回現世。
最後為了幫夏露雅蜜擋下世界意志的攻擊受了重傷，戰後在夏露雅蜜精細照料下甦醒；結局成為了人類國家的新國王。
夏露雅蜜（聲：花守由美里）
貴族千金，拉法葉德的女兒。個性溫柔，對貧民窟的居民都一視同仁，在拉法葉德幫助赫魯庫兄弟後，成為了兩人的兒時玩伴。
具有傳播新世界之力的能力，故事中被人類王控制意志來傳遞雪，使人類強制覺醒化。拉法葉德死前透露，夏露雅蜜並非他的親生女兒，而是和赫魯庫兄弟一樣，在魔物襲擊下失去雙親的孤兒。
艾迪爾（聲：七海弘希）
隊長級飛翼士兵，身高174公分。
在烏魯姆城最早與修拉一行人遭遇，並與修拉交戰。赫魯庫出現後與之相認，卻否決停戰。之後被修拉擊倒，又被艾莉希雅「射殺」並在王都「復活」。
在強制覺醒前是人類國家邊境的領主之子，為了解救被魔物襲擊的城鎮而踏上旅途，在路上認識了赫魯庫。自己城鎮被傭兵團解救後，選擇跟赫魯庫一起加入傭兵團。
後在托爾城與修拉長期交戰，逐漸擺脫人類王的控制。卻被來到托爾城的米卡洛斯破壞精神，失控成黑影怪物，直接擊倒阿茲度勒；逼帝國軍再度撤出托爾城。
在結局前依然處於失控狀態，修拉決定與之決戰；後接受魔族治療，被魔女診斷「可能無法復原」；最終以正常人之姿覲見成為托爾城新魔王的修拉。
艾莉希雅（聲：近藤玲奈）
隊長級飛翼士兵。身高165公分。主武器是弓箭，但更擅長近身戰。
在艾迪爾被擊倒後與塞爾西翁和哈拉歐爾一同出現；冷靜分析局勢。之後將被困住的艾迪爾射殺。
覺醒前是人類國家的傭兵團團長，比起箭術更擅長使用祖傳的聖劍「勇者殺手」砍殺。在11歲成為孤兒，之後不斷打倒魔物並加入傭兵團。原本打算終生以劍為伴，卻在守衛艾迪爾的城鎮時，被赫魯庫驚人的力量為之傾倒。後與赫魯庫並肩征討各地魔物，逐漸產生情愫；決定將「勇者殺手」送給赫魯庫。在得知「人類強制覺醒計畫」後，主動要求跟赫魯庫一起去救出克雷斯；結果反而中了米卡洛斯的圈套。在赫魯庫失控時向其道歉，安撫平息使其恢復神智；並選擇掩護赫魯庫撤退。將赫魯庫藏於山洞中；自己則抵抗失敗被捕。行刑前一刻被赫魯庫救下，卻仍被迫覺醒成為人造勇者，並失去了自己的右眼。
後被拉夫葉德帶去對付赫魯庫；由於精神遭到米卡洛斯破壞，無法認出赫魯庫，對其刀箭相向。
單行本第八集附錄揭露，其實是「人類勇者烏利亞」的後裔。
後期被米卡洛斯獻祭招喚毀滅戰士；在消失前一度認出赫魯庫。後揭露其實位於亞空間，經由克雷斯「斬殺」「復活」至現實世界。
結局接受帝國的治療。安認為艾莉希雅精神確實有遭到米卡洛斯破壞；但因為接觸到赫魯庫而產生了轉機；王之支配術解除後沒有變成黑影怪物。治療後全身恢復原狀，與赫魯庫見面相擁而泣。之後被安教授一些火焰魔法；最終拿著安贈送的樹枝魔杖，與赫魯庫一起踏上旅途。
喜歡喝赫魯庫的泡的紅茶；最喜歡的事是「跟赫魯庫待在一起」。
賽爾西翁（聲：森嶋秀太）
隊長級飛翼士兵。覺醒前是人類國家的重步兵總隊長。
與勇者克雷斯一同前往托爾城討伐魔王，在托爾城發現真相並向赫魯庫一行人透露「人類強制覺醒計畫」；並請求傭兵團全體一起去救出克雷斯。結果反而中了人類王的圈套。
後期被米卡洛斯獻祭招喚毀滅戰士；後揭露其實位於亞空間，經由克雷斯「斬殺」「復活」至現實世界。最終接受魔族治療而康復。
哈拉歐爾（聲：丹羽哲士）
隊長級飛翼士兵。覺醒前是跟隨克雷斯的小兵，後成為克雷斯的好友。
剛登場時狂妄自大，不屑跟魔族交談；在西恩城看到洛可可之眼陷入慌亂，因而被魔族俘虜；起初極度恐慌，在體認到魔族的善良後，顯示出厭倦戰爭的疲態，希望魔族能結束戰爭。
後期被米卡洛斯獻祭招喚毀滅戰士；後揭露其實位於亞空間，經由克雷斯「斬殺」「復活」至現實世界。最終接受魔族治療而康復。

#### 王國高層
米卡洛斯（聲：平川大輔）
世界意志接觸者，為了使新世界誕生而從1500年前計畫著。在戰場上曾被阿茲度勒的壓倒性力量留下陰影。是人類覺醒計畫的主導者、殺死魔王托爾的真兇。
在決戰時遭到人類王背叛，先後被克雷斯、艾莉希雅與其他飛翼士兵斬殺；卻透過身體殘肢逃出宮殿。
在人類王被擊倒後，以飛翼士兵的生命為代價招喚毀滅戰士，卻因嗶伊的歌聲抑制了新世界之力而無效化，隨後逃進亞空間，被世界意志當作現身的容器。
拉法葉德（聲：宮內敦士）
夏露雅蜜的父親，在克雷斯即將病死時幫助了赫魯庫兄弟。與米卡洛斯、人類王一同計畫出人類覺醒計畫，試圖利用人造勇者毀滅魔族帝國，迎向新世界。
真實身份是具有轉生能力的自然覺醒者，在無數次的拯救人類的過程中絕望而接觸了世界意志。
人類王（聲：杉田智和）
統治人類國家的王，一直戴著面具。與米卡洛斯、拉法葉德一同執行著人類覺醒計畫。以支配之力控制著飛翼士兵與克雷斯，也是使飛翼士兵復活的力量來源。
實際上是由米卡洛斯所製作出來、集合過去四個王者的永生體，被米卡洛斯扶植並建立王國。四位王皆為覺醒者，能力分別是治癒、復活、支配、幻術。
古代人
上一輪世界的人類，具有高度的科技文明，為了取得龐大能源而開採亞空間的能量，僅僅花了十天就蘊藏了人類自古至今所耗費的能量，從此能源變成取之不盡的資源，世界進入前所未有的富強和幸福年代，貧窮與飢餓皆不復存在。
然而，人類起初並未料到，亞空間裡的能源一旦與生活中的物品結合就會蛻變成截然不同的物體，發現危險性的學者提出警告時為時已晚，人類已無法擺脫對亞空間能量的依賴，最終大部分人類因為新世界之力蛻變成了異形生物，不願變成怪物的人類則選擇集體自殺，僅存的10萬名古代人將意識保存在終端機中，等待新世界的來臨，世界走向終結。
新的世界中，終端機裡的古代人在米卡洛斯出現前就已取代人類王中的支配之王，為打倒世界的意志而暗中行動著。故事中，古代人的代表向赫魯庫提出打倒世界的意志、拯救人類的方法，但實際上是想藉帝國國民的身體來讓古代人復活。

### 其它
魔女（聲：尤加奈）
居住在孤島山頂上一棟小屋的神秘魔女。在故事中指點赫魯庫等人回到大陸。
真實身分為初代紅之四天王的姊姊樹諾娃。
在雪降臨托爾城時出現；說服阿茲杜勒並接管烏魯姆城的防務；讓阿茲杜勒能直接傳送自己至人類王都。
歐羅羅
新魔王決定戰時赫魯庫乘坐的坐騎。真實身份是聖獸。
伊莉絲（聲：愛美）
赫魯庫和安在返回帝國的路上遇到的吟遊詩人。
奧基斯（聲：榎木淳彌）
赫魯庫和安在返回帝國的路上遭遇的黑暗戰士，亦是伊莉絲的歌的主角。

## 用語
魔族帝國
有龍棲息的萬年歷史大帝國，被人類稱為魔界，共由15個地區組成，是大部分魔族棲息的國家。帝國根據方位被劃分為四塊區域，並由四天王分別負責管理。首都被稱為帝都。
魔族帝國四個方位的邊界存在不同等級的威脅，其中以北方的威脅等級最高，東方的威脅等級最低。
魔王城
帝國境內共有15個魔王城，由魔王負責管理。主要用途為抵禦魔物侵襲並遏止大地之毒的蔓延。
亞哈爾度族
魔族的其中一種分支種族，具有極強的恢復能力，就算手臂斷掉也能再生。
人類國家
人類居住的王國，位於魔族帝國的東邊。
大地之毒
魔族帝國的大地自然產生的毒素，會逐漸侵蝕生物的身體，無論魔族或是人類長時間曝露在大地之毒皆會死亡。為了不受大地之毒影響，魔族會在城鎮或據點展開結界。
飛翼士兵
人類王所控制的士兵，擁有無限次數的復活能力。真實身分是透過雪強制覺醒成勇者的人類，因為覺醒率較低，戰鬥力無法與自然覺醒的勇者相比。絕大部分士兵不具有自主意識。
少數覺醒率高，擁有自我意識與身體原貌的飛翼士兵，則指定為隊長。不論戰力還是經驗收集度都比一般飛翼士兵高。
勇者殺手
艾莉希雅的家傳劍，對覺醒者的效果十分顯著。最初為阿茲度勒的佩劍，因斬殺了無數勇者而得名，之後輾轉來到了赫魯庫手上並被託付給了芭米里歐。
雪
能使所有人類乃至魔族強制覺醒成勇者，實為人類王操縱夏露雅蜜能力散布到空中的物質，只有精神強大者或已覺醒者能抵抗。
新世界生物
在大地之毒極為濃濁時誕生的魔物，具有越戰越強的特性，需要數個50級戰士才能殲滅
塔
古代遺跡之一，故事中被米卡洛斯拿來用以加強雪的傳播範圍使魔族覺醒化。
禁咒
以生命為代價所施展的法術，會根據術者與犧牲者的素質不同召喚出強大的戰士。在遙遠的過去，人類與魔族的大戰中被十個人類國家當成對抗魔族的最終手段。
世界的意志
世界的意志是以重生世界為終極目標的非實體存在，會利用生物來達成毀滅世界的目的，只有精神強大者能抵抗。世界的意志會不分年齡、性別來挑選接觸者，一旦接觸了世界的意志，接觸者皆會無可避免的投身於創造新世界的行動。在古代人從亞空間引入新世界之力滅亡前，世界已經重生過數輪，世界意志讓世界重生的真實原因仍未明。
據接觸者所言，世界的意志、新世界是大自然的真理，不成熟的生命與不完美的世界是需要被汰換掉的，為了讓這種充滿階級差距、不合理待遇的悲傷世界消失，必須讓世界煥然一新、獲得進化。
在新世界中，世上的一切事物都會與前個世界有著大大小小的差異性，它們皆會蛻變成在新世界應有的姿態，但現在包括新世界生物在內都僅還在蛻變的途中。事實上，強制覺醒的勇者、米卡洛斯操縱的飛翼士兵也是透過新世界之力形成的未完全蛻變體，蛻變完全的飛翼士兵是外型類似新世界生物的異形生物。
新世界之力的力量根源來自大地之毒，而發生源就在魔族帝國的帝都，帝國皇帝為了阻止新世界誕生，萬年來一直抑制著新世界之力。

## 出版書籍
| 冊數 | 小學館         | 小學館                 | 長鴻出版社     | 長鴻出版社             |
| 冊數 | 發售日期       | ISBN                   | 發售日期       | ISBN                   |
| ---- | -------------- | ---------------------- | -------------- | ---------------------- |
| 1    | 2014年8月18日  | ISBN 978-4-09-125236-4 | 2018年3月28日  | ISBN 978-986-474-681-1 |
| 2    | 2014年12月12日 | ISBN 978-4-09-125547-1 | 2018年4月18日  | ISBN 978-986-474-698-9 |
| 3    | 2015年5月12日  | ISBN 978-4-09-126138-0 | 2018年5月9日   | ISBN 978-986-474-717-7 |
| 4    | 2015年8月12日  | ISBN 978-4-09-126330-8 | 2018年5月16日  | ISBN 978-986-474-734-4 |
| 5    | 2015年11月12日 | ISBN 978-4-09-126630-9 | 2018年7月18日  | ISBN 978-986-474-794-8 |
| 6    | 2016年3月11日  | ISBN 978-4-09-127024-5 | 2018年8月8日   | ISBN 978-986-474-814-3 |
| 7    | 2016年7月19日  | ISBN 978-4-09-127359-8 | 2018年10月3日  | ISBN 978-986-474-879-2 |
| 8    | 2016年11月18日 | ISBN 978-4-09-127440-3 | 2018年10月31日 | ISBN 978-986-474-918-8 |
| 9    | 2017年4月12日  | ISBN 978-4-09-127587-5 | 2018年12月26日 | ISBN 978-986-474-962-1 |
| 10   | 2017年7月19日  | ISBN 978-4-09-127658-2 | 2019年2月26日  | ISBN 978-986-504-024-6 |
| 11   | 2017年11月15日 | ISBN 978-4-09-128025-1 | 2019年7月3日   | ISBN 978-986-504-191-5 |
| 12   | 2018年5月11日  | ISBN 978-4-09-128294-1 | 2019年7月24日  | ISBN 978-986-504-192-2 |

### 新裝版
因應動畫化而重製封面的版本。
| 冊數 | 小學館         | 小學館                 | 長鴻出版社     | 長鴻出版社             |
| 冊數 | 發售日期       | ISBN                   | 發售日期       | ISBN                   |
| ---- | -------------- | ---------------------- | -------------- | ---------------------- |
| 1    | 2022年4月12日  | ISBN 978-4-09-851077-1 | 2022年8月12日  | ISBN 978-626-006-938-4 |
| 2    | 2022年5月12日  | ISBN 978-4-09-851103-7 | 2022年12月16日 | ISBN 978-626-007-225-4 |
| 3    | 2022年6月10日  | ISBN 978-4-09-851162-4 | 2023年2月13日  | ISBN 978-626-007-337-4 |
| 4    | 2022年7月12日  | ISBN 978-4-09-851196-9 | 2023年3月31日  | ISBN 978-626-007-531-6 |
| 5    | 2022年8月10日  | ISBN 978-4-09-851236-2 | 2023年5月26日  | ISBN 978-626-007-704-4 |
| 6    | 2022年9月12日  | ISBN 978-4-09-851282-9 |                |                        |
| 7    | 2022年10月12日 | ISBN 978-4-09-851337-6 |                |                        |
| 8    | 2023年2月17日  | ISBN 978-4-09-851634-6 |                |                        |
| 9    | 2023年4月18日  | ISBN 978-4-09-852009-1 |                |                        |
| 10   | 2023年5月12日  | ISBN 978-4-09-852063-3 |                |                        |
| 11   | 2023年6月12日  | ISBN 978-4-09-852137-1 |                |                        |
| 12   | 2023年7月12日  | ISBN 978-4-09-852546-1 |                |                        |

## 衍生作品
嗶伊～不思議的生物～（ピウイ～ふしぎないきもの～）
於2018年7月16日漫畫網站發布的衍生漫畫。以嗶嗚咿為主角的故事喜劇。隔週連載、全7話。
| 冊數 | 小學館         | 小學館                 | 長鴻出版社   | 長鴻出版社             |
| 冊數 | 發售日期       | ISBN                   | 發售日期     | ISBN                   |
| ---- | -------------- | ---------------------- | ------------ | ---------------------- |
| 全   | 2018年11月12日 | ISBN 978-4-09-128720-5 | 2020年2月5日 | ISBN 978-986-504-374-2 |

## 電視動畫

### 主題曲
片頭曲
It's My Soul
歌：七海弘希
作詞、作曲、編曲：本田正樹（Dream Monster）
HELP
作詞、歌：愛美
作曲、編曲：志村真白（FirstCall）
片尾曲
スターチス
歌：saji
作詞、作曲、編曲：ヨシダタクミ
ヒカリ
作詞、作曲、歌：カノエラナ
編曲：山崎寬子
劇中歌イーリスの歌（第10話）
歌：愛美
作詞：七尾七希
作曲：平野義久

### 各話列表
| 話數 | 日文標題 | 中文標題           | 劇本     | 分鏡     | 演出     | 作畫監督                                                                                   | 總作畫監督                    | 首播日期       |
| ---- | -------- | ------------------ | -------- | -------- | -------- | ------------------------------------------------------------------------------------------ | ----------------------------- | -------------- |
| 1    |          | 勇者赫魯庫         | 根元歲三 | 相澤伽月 | 大和直道 | 林奈美、長坂寬治、小暮梨奈 大野勉、久納彩代                                                | 出野喜則                      | 2023年 7月11日 |
| 2    |          | 大會工作人員 安    | 根元歲三 | 原博     | 石山貴明 | 出野喜則、長坂寬治、 金到暎、大野勉、福永渚                                                | 林奈美                        | 7月18日        |
| 3    |          | 未知的敵人         | 根元歲三 | 相澤伽月 | 飯村正之 | Song Jinyeong、Kim Jongbeom 久納彩代、出野喜則                                             | 長坂寬治                      | 7月25日        |
| 4    |          | 衝擊               | 根元歲三 | 湯川學   | 則座誠   | 林奈美、久納彩代、金到暎 大野勉、富田惠里沙、福永渚 池田龍也、、高瀨言                     | 出野喜則                      | 8月1日         |
| 5    |          | 孤島之村           | 根元歲三 | 原博     | 布施康之 | Kim Jongbeom、Lee Seongjae 久納彩代                                                        | 長坂寬治                      | 8月8日         |
| 6    |          | 來襲               | 根元歲三 | 瀨藤健嗣 | 飯村正之 | 、久納彩代、金到暎 陳立浩、大野勉、池田龍也 三木達也、福永渚                               | 出野喜則、林奈美              | 8月15日        |
| 7    |          | 人類的王           | 廣田光毅 | 葉摘田緒 | 大脊戶聰 | Kim jong bum、Song jin young 倉川英揚                                                      | 長坂寬治                      | 8月22日        |
| 8    |          | 前往大陸           | 廣田光毅 | 佐藤龍雄 | 濱崎徹   | 久納彩代、金到暎、福永 池田龍也、竹森由加                                                  | 出野喜則、林奈美              | 8月29日        |
| 9    |          | 蠻族托斯曼族       | 廣田光毅 | 齋藤德明 | 布施康之 | Kim Seongbeom、Kim Myeongsim                                                               | 長坂寬治                      | 9月5日         |
| 10   |          | 尋找地圖           | 根元歲三 | 湯川學   | 飯村正之 | 劉雲留、葉宇靜、江湧 朱曉林、蓋春垚、久納彩代                                              | 出野喜則、                    | 9月12日        |
| 11   |          | 吟遊詩人之歌       | 根元歲三 | 齋藤德明 | 森田健   | Kim jongbeom、Song Jinyoung 出野喜則                                                       | 長坂寬治                      | 9月19日        |
| 12   |          | 相信之心           | 根元歲三 | 原博     | 吉本毅   | 長谷川圭、大野勉、金到暎 陳力浩、、倉川英揚                                                | 出野喜則、丸山修二 久納彩代、 | 9月26日        |
| 13   |          | 與弟弟一起         | 廣田光毅 | 佐藤龍雄 | 布施康之 | Kim Myeongsim、Kim jongbeom                                                                | 長坂寬治                      | 10月3日        |
| 14   |          | 傭兵團             | 廣田光毅 | 藍崎燈   | 濱崎徹   | 長谷川圭、大野勉 金到暎、陳力浩                                                            | 出野喜則、丸山修二            | 10月10日       |
| 15   |          | 勇者之力           | 廣田光毅 | 大脊戸聰 | 森田健   | Song Jinyoung、Kim Seongbeom 出野喜則、陳力浩、金到暎                                      | 長坂寬治                      | 10月17日       |
| 16   |          | 覺醒的真相         | 廣田光毅 | 齋藤德明 | 則座誠   | 長谷川圭、宮曉秀、金到暎 水谷麻美子、Park Ga Yeon Suh Yoon Joo、Sung Won Yong Jo Gyeong Ju | 出野喜則、丸山修二            | 10月24日       |
| 17   |          | 叛國賊             | 廣田光毅 | 飯村正之 | 飯村正之 | Kim Myeongsim、Song Jinyeong 出野喜則、金到暎                                              | 長坂寬治                      | 10月31日       |
| 18   |          | 笑容               | 廣田光毅 | 佐藤龍雄 | 外山草   | 長谷川圭、宇津野奈緒美 宮曉秀、金到暎                                                      | 出野喜則、丸山修二            | 11月7日        |
| 19   |          | 帝國四天王芭米里歐 | 根元歲三 | 葉摘田緒 | 布施康之 | Song Jinyeong、林奈美                                                                      | 長坂寬治                      | 11月14日       |
| 20   |          | 神秘女性           | 根元歲三 | 齋藤德明 | 田中良治 | 堀、後藤玲奈、李少雷 顧銀秋、杭新華、陳峰 趙小玲、陳力浩                                   | 出野喜則、長坂寬治 丸山修二   | 11月21日       |
| 21   |          | 第二階段           | 根元歲三 | 原博     | 吉本毅   | Song Jinyeong、Kim Myeongsim 林奈美                                                        | 長坂寬治                      | 11月28日       |
| 22   |          | 解咒               | 根元歲三 | 森健     | 霜鳥孝介 | 宇津野奈緒美、大野勉 金到暎、陳力浩                                                        | 出野喜則、丸山修二 久納彩代   | 12月5日        |
| 23   |          | 選擇的道路         | 根元歲三 | 森健     | 布施康之 | Song Jinyeong、林奈美                                                                      | 長坂寬治、丸山修二            | 12月12日       |
| 24   |          | 邁向充滿希望的未來 | 根元歲三 | 佐藤龍雄 | 外山草   | 長谷川圭、宇津野奈緒美、大野勉 金到暎、陳力浩                                              | 出野喜則、丸山修二 長坂寬治   | 12月19日       |

### 藍光光碟
| 卷數 | 發售日期       | 收錄話數        | 規格編號 |
| ---- | -------------- | --------------- | -------- |
| 1    | 2023年10月27日 | 第1話 - 第6話   | MOVC-389 |
| 2    | 2023年12月22日 | 第7話 - 第12話  | MOVC-390 |
| 3    | 2024年2月23日  | 第13話 - 第18話 | MOVC-391 |
| 4    | 2024年4月26日  | 第19話 - 第24話 | MOVC-392 |

### 播映平台
| 播映地區         | 播映平台       | 播映日期                | 播映時間              | 備註        |
| ---------------- | -------------- | ----------------------- | --------------------- | ----------- |
| 香港、澳門、台灣 | bilibili       | 2023年7月12日－12月19日 | 星期三 01:30（UTC+8） | [ 5 ]       |
| 台灣             | 巴哈姆特動畫瘋 | 2023年7月18日－12月20日 | 星期三 01:30（UTC+8） | [ 6 ] [ 7 ] |

## 外部連結
- 裏Sunday官網的介紹（日語）
- アニメ「Helck」公式サイト （页面存档备份，存于）動畫官方網站（日語）